# Elizabeth Tudor
Elizabeth Tudor (în azeră Elizabet Tüdor, în rusă Элизабет Тюдор), cu numele complet Lala Elizabeth Tudor Hassenberg (în rusă Лала Элизабет Тюдор Гассенберг), cunoscută și sub numele Lala Hasanova (în rusă Лала Гасанова) (n. 26 iulie 1978, Bakı, Republica Sovietică Socialistă Azerbaidjană), este o scriitoare azero-rusă de literatură științifico-fantastică și avocat. Are strămoși evrei.

## Biografie
Născută la Baku, Tudor a absolvit Universitatea Internațională Azerbaidjan în 1998, Florida International University în 2013 și University of Miami School of Law în 2015. A început să scrie în 1994, alegând genul științifico-fantastic. Tudor este membru al Federației Internaționale a Scriitorilor de limbă rusă și a Uniunii Scriitorilor din Azerbaidjan. În plus, este membru al mai multor uniuni internaționale  ale scriitorilor precum The New Contemporary sau Broad Universe. În 2016, Elizabeth Tudor a devenit membră a Autors Guild, cea mai veche și cea mai mare organizație profesională din America pentru scriitori.

## Carieră
Primul roman al lui Tudor a fost publicat în 2001, romanul științifico-fantastic War of Times (Война времен). În 2002, Elizabeth Tudor a fost acceptată în Uniunea Scriitorilor din Azerbaidjan. În același an, au fost publicate cele două noi cărți ale sale, romanul științifico-fantastic Elects of Heaven (Избранники небес) și colecția de povești fantastice și de aventură Murderer Chupacabra (Убийца Чупакабра). 
În 2003, ea a terminat de scris romanul istoric-fantastic Secret of Underwater Caspian (Тайны подводного Каспия). 2004 a fost marcat de publicarea romanului științifico-fantastic Seven Envoys (Семь посланников), pe care l-a dedicat memoriei scriitorului scoțian Walter Scott. În 2005 i-au fost publicate alte două cărți - Exiles of Heavens (Изгнанники небес) și Masters of heavens (Повелители небес, Maeștrii cerurilor). 
În 2007, următorul roman științifico-fantastic al scriitoarei, Collision (Коллизия), a fost dedicat guvernatorului Californiei Arnold Schwarzenegger. Aceasta a fost singura carte din Azerbaidjan inclusă într-un festival literar rus care a avut loc la Stuttgart, Germania, în 2008. În același an cu romanul Collision, a fost lansată colecția sa de povestiri The Shadow of Centuries („Umbra secolelor”). 
Despre seria ei Saros (Сарос) de romane fantastice și istorice s-a afirmat că va fi o serie formată din 13 volume.

## Lucrări

### Romane
- "Война времен" (2001) (War of times)[7][8]
- "Избранники небес" (2002) (Elects of heavens)[7]
- "Тайны подводного Каспия" (2004) (Secrets of the underwater Caspian)[7][9][10][11][12][13][14][15]
- "Семь посланников" (2004) (Seven envoys)[7][9][10][11][12][14][15]
- "Изгнанники небес" (2005) (Exiles of heavens)[16]
- "Повелители небес" (2005) (Masters of heavens)[16]
- "Коллизия" (2007) (Collision)[17][18]
- Сарос. "Кевин Коннор" (2009) (Saros: Kevin Connor)[19]
- Сарос. «Аарон Шмуэль» (2009) (Saros: Aaron Shmuel)[19]
- Сарос. «Барак Келлерман» (2011) (Saros: Barak Kellerman)
- Сарос. «Борис Гроссман» (2013) (Saros: Boris Grossman)
- Сарос. «Аббас Алекперов» (2014) (Saros: Abbas Alakbarov)[20]

### Romane scurte
- "Черная смерть в белую зиму"
- "Ложь, предательство и месть"
- „Тень веков” (2007)

### Povestiri
- "Убийца Чупакабра" (2002) (Murderer Chupacabra)[21]
- "Если наступит завтра…" ("If tomorrow comes....")
- "Захватчики миров"
- "Горячий капучино"  (Hot Capuccino)
- "Эльютера – остров грез" ("Eleuthera - the island of dreams")
- "Время, взятое взаймы"
- "Человек-шок"
- "Интеллигент-убийца"
- "Убийца времени" ("The Time Killer")
- "Сон во сне"
- "Воришка Бен"
- "Заключенный 1333" (2008) (Prisoner 1333)